# Гаек, Ян Сергей
Ян Сергей Гаек (бел. Ян Сяргей Гаек, пол. Jan Sergiusz Gajek; род. 8 февраля 1949, Лышковице, Польша) — апостольский администратор  для греко-католиков Беларуси, де-факто глава Белорусской грекокатолической церкви на территории Беларуси. Единственный в Католической церкви омофорный архимандрит. Принадлежит к монашескому ордену мариан (MIC). Доктор богословия. Поляк по национальности, но называет себя «белорусом по убеждениям».

## Биография
Родился 8 февраля 1949 года в деревне Лышковице (пол. Łyszkowice), неподалёку от города Лович в польской католической семье. В 1963 году окончил начальную школу в Лышковицах, четырьмя годами позже — лицей в Ловиче.
После окончания лицея ушёл в монастырь отцов-мариан, взял себе монашеское имя Сергей и принял византийский обряд. В 1967—1974 годах учился на богословском факультете Католического университета Люблина. В этот период заинтересовался белорусской культурой и религиозностью, контактировал с религиозными деятелями белорусской диаспоры, в частности, с епископом Чеславом Сиповичем, из-за чего имел проблемы с органами безопасности Польской Народной Республики.
15 августа 1973 года принёс вечные обеты в ордене мариан, 23 июня 1974 года рукоположён в священники. После рукоположения два года служил в грекокатолическом приходе в Глухолазах, после чего продолжил богословское образование, сначала в Католическом университете Люблина на кафедре сравнительного богословия и экуменизма, затем в Риме в Папском Восточном институте (итал. Pontificia Istituto Orientale). В ноябре 1983 года защитил докторскую диссертацию и вернулся в Польшу. В 1983—1999 годах преподавал на кафедре православного богословия в Экуменическом институте Католического университета Люблина.
В начале 1990-х годов грекокатолическая церковь получила в Беларуси возможность свободного функционирования. В 1994 году папа Иоанн Павел II назначил Сергея Гаека апостольским визитатором для грекокатоликов Беларуси, а Александра Надсона — апостольским визитатором для белорусских грекокатоликов эмиграции. В 1996 году о. Сергей Гаек получил титул архимандрита, в 1997 году стал консультантом Конгрегации по делам Восточных церквей.

## Фото

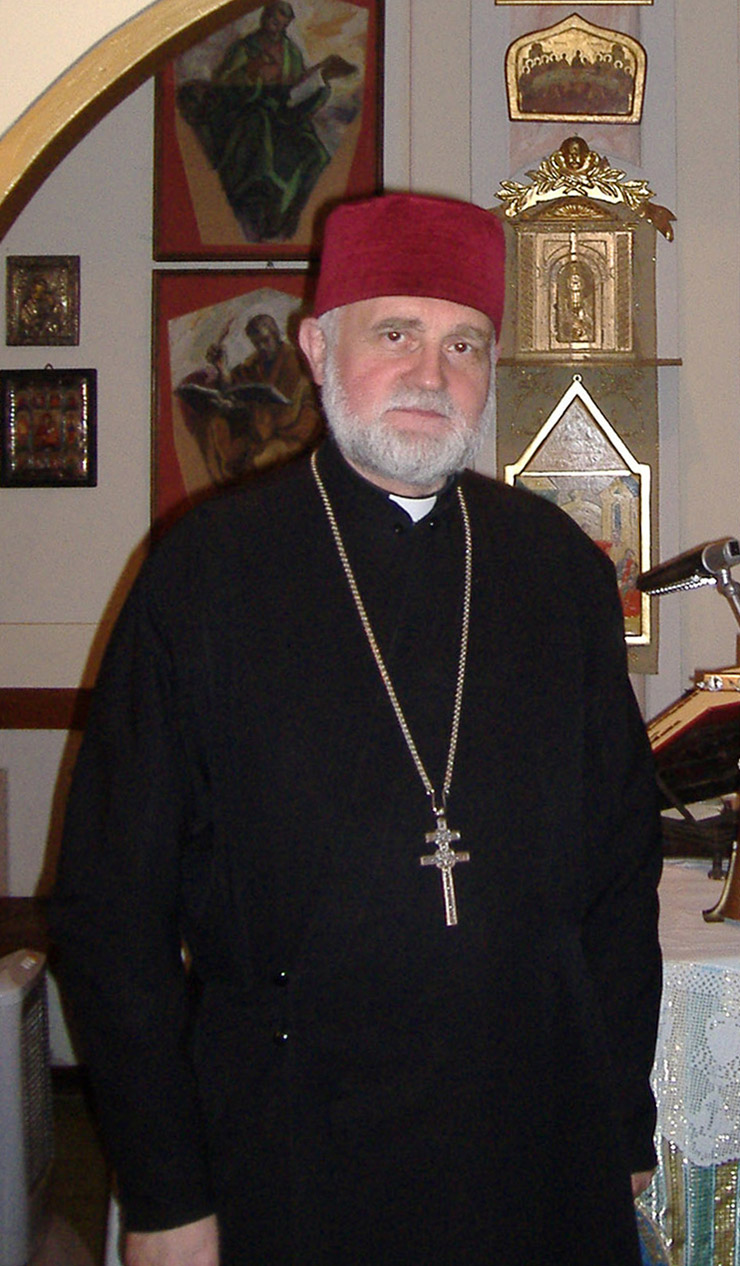
Сергей Гаек, 28 января 2008
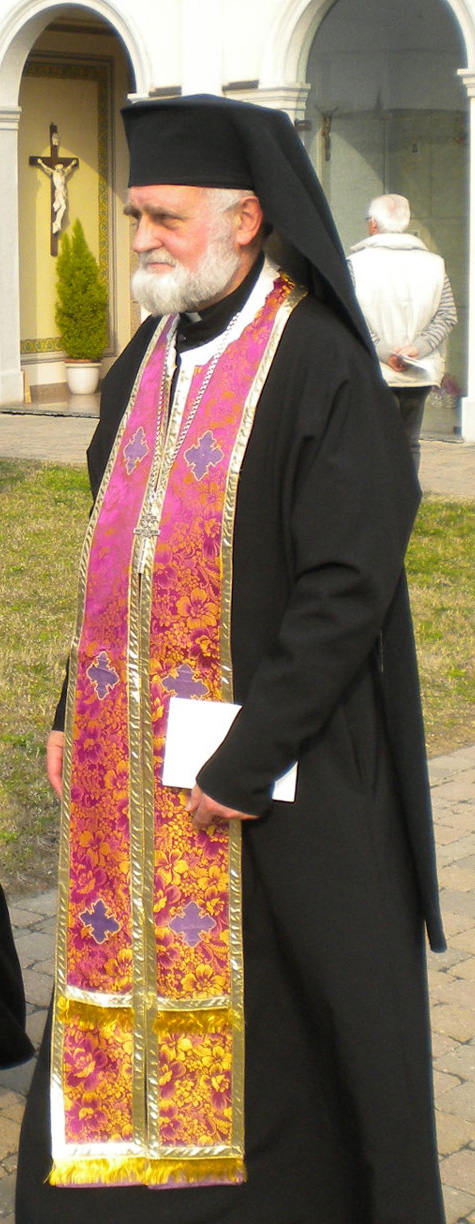
Сергей Гаек, 18 марта 2012